# 드림위즈
드림위즈(DreamWiz)는 인터넷 포털 사이트로 메일, 쇼핑 등을 서비스했으며 검색을 제공한다. 한글 워드프로세서 시리즈로 유명한 한글과컴퓨터의 설립자 이찬진이 1999년 6월에 설립하였다. 2004년에는 인티즌을 인수했다.
다양한 웹 서비스와 매니아 커뮤니티를 제공했고, 또한 인터넷 광고, 검색 키워드 광고 서비스도 제공하고 있다. 드림위즈 지식검색은 2010년 6월 1일부터 폐쇄되어 더 이상 운영되지 않는다. 인스턴트 메신저 서비스인 드림위즈 지니는 2010년 8월 1일부로 서비스가 종료되어 더 이상 서비스를 하지 않는다. 드림위즈 메일 서비스 역시 2019년 7월 30일부로 서비스를 종료했다.
2012년 7월 온라인 광고 플랫폼 회사 네오브이가 드림위즈를 공식 인수했다.